# Patrick Jørgensen
Patrick Jørgensen (31 mei 1991) is een Deens schermer die actief is in de degen-categorie. Tussen 2007 en 2013 was hij tevens actief in de floret-categorie.
Na bescheiden resultaten sinds de start van zijn carrière bij de senioren in 2007 behaalde Jørgensen verrassend de halve finale van het wereldkampioenschap in 2015, in het onderdeel degen individueel. In deze halve finale verloor hij met 15-11 van de toenmalige nummer 1 op de wereldranglijst, Gauthier Grumier. Deze prestatie leverde hem een bronzen medaille op, wat tevens de eerste Deense medaille op een wereldkampioenschap schermen was sinds de jaren '50.

## Palmares
- Wereldkampioenschappen schermen
  - 2015:  - Degen individueel

## Wereldranglijst
Degen
| Jaar   | 2009 | 2010 | 2011 | 2012 | 2013 | 2014 | 2015 |
| ------ | ---- | ---- | ---- | ---- | ---- | ---- | ---- |
| Plaats | 758  | 596  | 278  | 305  | 138  | 83   | 28   |

Floret
| Jaar   | 2007 | 2008 | 2009 | 2010 | 2011 | 2012 | 2013 |
| ------ | ---- | ---- | ---- | ---- | ---- | ---- | ---- |
| Plaats | 468  | 319  | 224  | 314  | 241  | 130  | 180  |